# Curtis William Marean
Curtis William Marean (Stroudsburg, 23 luglio 1960) è un paleontologo e archeologo statunitense noto per i suoi studi sulle origini dell'Homo sapiens.

## Biografia
Dopo la laurea in Antropologia all'Università della Pennsylvania (1982) e il dottorato a Berkeley (1990) si è dedicato alla ricerca e all'insegnamento dapprima all'università di Stony Brook e dal 2001 alla School of Human Evolution and Social Change dell'Arizona State University. Nel corso dei suoi studi si è interessato soprattutto delle origini dell'uomo moderno, della preistoria in Africa, di paleoclimatologia, di paleoecologia e di tafonomia.
Studiando le possibili conseguenze del lungo periodo glaciale MIS 6, che si protrasse da 195 000 fino a circa 123 000 anni fa, e tenuto conto della bassissima diversità genetica nella specie umana, Marean ha ipotizzato che tutti gli esseri umani discendano da un unico gruppo sopravvissuto in una sola regione durante il periodo MIS 6 nel quale la gran parte dell'Africa fu resa inabitabile per il clima gelido e secco. Ipotizzando che la costa del Sudafrica, ricca di molluschi e piante commestibili, fosse uno dei pochissimi luoghi in cui gli esseri umani avrebbero potuto sopravvivere, nel 1991 Marean iniziò una ricerca sistematica sul campo dei possibili rifugi. Assieme al collega sudafricano Peter Nilsen, nel 2001 scoprì, nel promontorio di Pinnacle Point nei pressi di Mossel Bay, una grotta, denominata poi PP13B, ricca di reperti risalenti al periodo compreso fra 165 000 e 48 000 anni fa. Alcuni reperti, in particolare alcuni piccoli strumenti litici di silcrete la cui lavorazione richiedeva un attento controllo del fuoco da parte dei primi uomini (tecnica che in precedenza si riteneva avesse avuto origine molto più tardi, nel Solutreano in Francia), e la nutrizione con mitili (la cui raccolta, possibile solo durante le basse maree sigiziali, presupponeva la conoscenza di calendari lunari) hanno permesso a Marean di ipotizzare che le capacità cognitive avanzate dell'uomo si sono evolute in tempi molto più antichi di quanto si pensasse fino ad allora.

## Scritti (selezione)
Un elenco dei saggi di Curtis Marean è visibile nel https://isearch.asu.edu/sites/default/files/cv/Marean%20Curtis%20CV.pdf. Fra questi:
- Curtis W. Marean, Miryam Bar-Matthews, Jocelyn Bernatchez, et al. «Early human use of marine resources and pigment in South Africa during the Middle Pleistocene». Nature 449: 905-908 (18 October 2007), DOI: 10.1038/nature06204
- Kyle S. Brown, Curtis W. Marean, Andy I. R. Herries, et al., «Fire As an Engineering Tool of Early Modern Humans». Science 325(5942): 859 - 862 (14 August 2009) DOI: 10.1126/science.1175028
- CS Henshilwood, CW Marean, P Chase, et al., «The origin of modern human behavior: critique oh the models and their test implications». Current Anthropology 44(5): 627-651 (dicembre 2003) (pdf, consultazione gratuita)